# Supercell (công ty trò chơi)
Supercell là một công ty phát triển trò chơi di động có trụ sở chính tại Helsinki, Phần Lan. Được thành lập vào ngày 14 tháng 5 năm 2010, trò chơi đầu tiên của công ty là trò chơi trình duyệt Gunshine.net, và sau khi phát hành vào năm 2011, Supercell bắt đầu phát triển trò chơi cho các thiết bị di động. Kể từ đó, công ty đã phát hành năm trò chơi: Hay Day, Clash of Clans, Boom Beach, Clash Royale và Brawl Stars, là những trò chơi freemium (miễn phí các dịch vụ cơ bản và thu phí các tính năng cao cấp) nhịp độ nhanh. Trong đó, hai trò chơi đầu tiên - Clash of Clans và Hay Day đã là một sự thành công lớn khi hai trò chơi đó đã mang lại doanh thu là 2 triệu euro mỗi ngày cho công ty vào năm 2013.
Sau tốc độ phát triển nhanh chóng, Supercell đã mở thêm văn phòng tại Tokyo, Thượng Hải, San Francisco và Seoul. Vào năm 2016, công ty đã được mua lại bởi tập đoàn Tencent của Trung Quốc, nắm giữ 81,4% cổ phần của công ty với trị giá 8,4 tỷ euro.
Tuy nhiên vào ngày 4 tháng 7 năm 2019, các trò chơi của Supercell đã ngừng phát hành tại Việt Nam vì một số quy định về pháp lý, điều đấy có nghĩa là các trò chơi của họ sẽ không còn được hiển thị và tải xuống trên Google Play và App Store ở Việt Nam nữa, trừ khi người dùng thực hiện chuyển vùng tài khoản Google Play và App Store sang một quốc gia khác được hỗ trợ.

## Công ty

### Mô hình kinh doanh
Supercell tập trung vào việc phát triển các trò chơi miễn phí mang lại lợi nhuận thông qua các khoản thanh toán vi mô trong trò chơi. Mục tiêu của công ty là tập trung vào các trò chơi thành công vẫn phổ biến trong nhiều năm. Trọng tâm không phải là doanh thu, mà dựa trên nguyên tắc "chỉ cần thiết kế một cái gì đó tuyệt vời, một cái gì đó mà người dùng yêu thích." ("just design something great, something that users love."). Việc phát triển trò chơi thường tập trung vào một nhóm các "nhân" gồm 5 đến 7 người, bắt đầu từ việc hình thành ý tưởng và đánh giá ban đầu của Giám đốc điều hành Paananen. Sau đó, nhóm sẽ phát triển ý tưởng thành một trò chơi, mà các nhân viên còn lại của công ty sẽ chơi thử, sau đó là chơi thử trong cửa hàng Ứng dụng App Store tại Canada; nếu có được sự tiếp nhận tốt tại Canada, bước tiếp theo là triển khai toàn cầu (thông qua App Store). Một trong số những trò chơi đã bị dừng phát triển là Battle Buddies, cũng đã được đánh giá tốt trong thị trường thử nghiệm, nhưng số lượng người chơi vẫn còn quá ít. Quyết định cuối cùng cho việc hủy bỏ một dự án thường được thực hiện bởi chính nhóm phát triển trò chơi đó.

### Hoạt động từ thiện
Các nhân viên của Supercell đã quyên góp 3,4 triệu euro cho dự án Bệnh viện Nhi đồng Mới Phần Lan. Supercell cũng đã trao cho tổ chức từ thiện của Mỹ Watsi.
Những người sáng lập Supercell là Mikko Kodisoja và Ilkka Paananen đã tạo ra quỹ từ thiện ME. Vào tháng 11 năm 2015, Quỹ ME đã tặng 2,5 triệu euro cho bộ phận thanh niên Helsinki để hỗ trợ những người nhập cư trẻ tuổi. Supercell cũng tổ chức một đợt gây quỹ thu thập máy tính và máy tính bảng cũ từ các công ty trò chơi để quyên góp cho các gia đình nghèo có trẻ em thông qua Quỹ Tukikummit của Phần Lan, một tổ chức phi lợi nhuận đã đăng ký. Supercell cũng là nhà đầu tư cá nhân lớn nhất trong chiến dịch huy động vốn từ cộng đồng cho Bảo tàng Trò chơi Phần Lan vào năm 2015. Supercell cũng đã giúp bảo tồn một triệu cây xanh trong hệ sinh thái Hồ Kariba. Người chơi Clash of Clans trước đây đã từng có thể mua những viên ngọc đỏ đặc biệt trong trò chơi để hỗ trợ nghiên cứu bệnh AIDS.

## Lịch sử

### Tiền thân và sáng lập
Trước khi làm việc tại Supercell, hai nhà sáng lập của nó, Mikko Kodisoja và Ilkka Paananen, đã làm việc tại Sumea, một công ty trò chơi di động. Kodisoja đồng sáng lập Sumea vào năm 1999, và Paananen được thuê làm Giám đốc điều hành của công ty vào năm 2000. Vào năm 2003, Sumea đã kiếm được 1,2 triệu euro. Vào năm sau,. Cũng vào năm đó, Digital Chocolate của Mỹ đã mua Sumea và biến công ty thành trụ sở chính ở Phần Lan và Paananen trở thành giám đốc châu Âu. Kodisoja, giám đốc sáng tạo của công ty đã rời công ty vào năm 2010, ngay sau đó là Paananen.
Paananen chuyển đến công ty đầu tư mạo hiểm Lifeline Ventures, nhưng với mong muốn thành lập một công ty trò chơi nơi mà các giám đốc điều hành sẽ không làm phiền công việc của các nhà phát triển trò chơi, cùng với nhau, Paananen, Kodisoja, Petri Styrman, Lassi Leppinen, Visa Forstén và Niko Derome, những người đã quen biết nhau qua các mối quan hệ công việc, đã thành lập Supercell vào năm 2010. Công ty bắt đầu hoạt động tại quận Niittykumpu, Espoo.
Kodisoja và Paananen đã đầu tư 250.000 euro vào công ty. Tekes, cơ quan tài trợ cho đổi mới công nghệ của Phần Lan đã cho họ vay thêm 400.000 euro và Lifeline Ventures cũng đã đầu tư vào Supercell. Tháng 10 năm sau, Supercell đã huy động được 750.000 euro thông qua huy động vốn khởi nghiệp từ London Venture Partners và Initial Capital. Trò chơi đầu tiên mà Supercell bắt đầu phát triển là trò chơi trực tuyến nhiều người chơi Gunshine có thể chơi trên Facebook bằng trình duyệt hoặc trên nền tảng di động. Nguyên mẫu của trò chơi đã được sẵn sàng trong tám tháng. Sau khi Gunshine hoàn thành, Accel Partners cũng đầu tư 8 triệu euro vào công ty vào tháng 5 năm 2011, và cổ đông Kevin Comolli trở thành thành viên hội đồng quản trị của Supercell. Accel cũng đầu tư vào Rovio, cùng với những công ty khác.

### Sự thay đổi chiến lược
Vào tháng 11 năm 2011, Supercell đã dừng phát triển Gunshine vì ba lý do: nó không gây hứng thú cho người chơi trong thời gian đủ lâu, quá khó để chơi và phiên bản di động không hoạt động tốt như phiên bản trình duyệt. Lúc tốt nhất, trò chơi có khoảng nửa triệu người chơi. Supercell cho rằng vị trí dẫn đầu thị trường của Zynga trong các trò chơi trên nền tảng Facebook là không thể vượt qua và vì vậy quyết định tập trung vào các trò chơi trên iPad, đồng thời hủy bỏ một trò chơi trên Facebook mà công ty đang phát triển. Để giảm bớt lo ngại của các nhà đầu tư của Supercell do sự thay đổi hướng đi, Paananen đã tăng cường chi tiết cho các báo cáo tiến độ.
Công ty đã phát triển đồng thời năm trò chơi và trò chơi đầu tiên được phát hành thử nghiệm công khai là Pets vs Orcs. Tuy nhiên trò chơi này và "Tower" đã bị bỏ rơi. Vào tháng 5 năm 2012, Hay Day được xuất bản và cuối cùng trở thành trò chơi đầu tiên được phát hành quốc tế của Supercell. Hay Day là phiên bản của Supercell từ trò chơi thành công trên Facebook FarmVille của Zynga, một trình mô phỏng nông trại dễ chơi. Supercell đã thêm vào trình mô phỏng canh tác của họ khả năng tinh chỉnh sản phẩm, chuỗi sản xuất và các thuộc tính trên màn hình cảm ứng. Khía cạnh xã hội của trò chơi cũng được nhấn mạnh. Trong 4 tháng, trò chơi này đã trở thành một trong những trò chơi kiếm được nhiều tiền nhất trên App Store của Apple tại Mỹ và là một trong những trò chơi mang lại lợi nhuận cao nhất trên thế giới trong hai năm rưỡi. Trò chơi nhận được các bản cập nhật thường xuyên và được duy trì bởi một nhóm 14 người.

### Quá trình phát triểnClash of Clans
Lasse Louhento bắt đầu làm việc tại Bloodhouse, và Lassi Leppinen là lập trình viên chính tại Sumea và Digital Chocolate. Nhóm của họ đã dành nhiều tháng cho một trò chơi trên Facebook có chủ đề giả tưởng khi Supercell thay đổi chiến lược. Leppinen và Louhento muốn tạo ra một trò chơi chiến lược sử dụng màn hình cảm ứng để việc chơi trở nên đơn giản và dễ chịu nhất có thể. Quá trình phát triển của Clash of Clans mất sáu tháng, và trò chơi được phát hành vào ngày 2 tháng 8 năm 2012. Trong ba tháng, nó trở thành ứng dụng có lợi nhuận cao nhất ở Mỹ. Theo App Annie, trong những năm 2013 và 2014, Clash of Clans là game di động có lợi nhuận cao nhất trên thế giới. Tính năng trận chiến giữa các bang hội đã được thêm vào trò chơi vào cuối năm 2014.

### Quá trình phát triển trò chơi sauClash of Clans
Cả Clash of Clans và Hay Day đều được phát hành vào mùa hè năm 2012, và Supercell từ đó đã không phát hành một trò chơi mới trong gần hai năm. Việc thiết kế trò chơi thứ ba Boom Beach bắt đầu vào mùa thu năm 2012, và nó được phát hành vào năm 2014. Trò chơi chiến lược mới được phát hành ra thị trường thử nghiệm vào cuối năm 2013, sau đó nó đã trải qua những thay đổi lớn. Trò chơi đã rất thành công ở Mỹ ngay sau khi phát hành vào tháng 3, nhưng nó đã không đứng đầu bảng xếp hạng tải xuống trong thời gian dài. Tuy nhiên, nó đã vươn lên top 30 ứng dụng iPhone được tải xuống nhiều nhất sau khi Supercell bắt đầu chiến dịch tiếp thị tốn kém vào tháng 12 năm 2014. Năm 2015, trò chơi đã vượt qua Hay Day trong bảng xếp hạng.
Vào tháng 3 năm 2016, Supercell phát hành trò chơi thứ tư được hỗ trợ, Clash Royale, sử dụng các nhân vật tương tự từ Clash of Clans. Giữa các bản phát hành Boom Beach và Clash Royale, Supercell đã ngừng nhiều dự án trò chơi, hai trong số đó đang ở giai đoạn phát hành thử nghiệm. Một trong số đó là Smash Land đã được 4 đến 5 người phát triển trong 10 tháng.
Vào tháng 12 năm 2018, Supercell đã phát hành Brawl Stars trên toàn cầu, đây là trò chơi thứ năm được hỗ trợ và nó đã mất 18 tháng để phát triển từ bản phát hành ban đầu.

### Đầu tư
Accel Partners và Index Ventures đã đầu tư 12 triệu đô la vào Series A của Supercell vào năm 2011, Atomico dẫn đầu khoản đầu tư Series B, và vào tháng 10 năm 2013, có thông báo rằng công ty Nhật Bản GungHo Online Entertainment và mẹ của nó là SoftBank đã mua lại 51% cổ phần của công ty. 1,51 tỷ đô la đã được báo cáo trong đợt giao dịch đó. Vào ngày 1 tháng 6 năm 2015, SoftBank đã mua thêm 22,7% cổ phần của Supercell, nâng tổng số cổ phần của họ lên 73,2% công ty và biến họ trở thành cổ đông bên ngoài duy nhất. Năm 2016, Supercell báo cáo doanh thu hàng năm khoảng 2,11 tỷ €. Trong ba năm, doanh thu của công ty đã tăng tổng cộng 800 phần trăm, từ 78,4 triệu (năm 2012). Supercell đã tài trợ tổng cộng 143,3 triệu bảng Anh.

#### Quyền sở hữu
Vào tháng 6 năm 2016, Halti S.A., một tập đoàn có trụ sở tại Luxembourg được thành lập vào tháng đó, đã mua lại 81,4% cổ phần của Supercell với giá 8,6 tỷ USD. Vào thời điểm đó, SoftBank của Nhật Bản định giá Supercell là 10,2 tỷ USD. Halti S.A. do công ty công nghệ Trung Quốc Tencent sở hữu 50%; vào tháng 10 năm 2019, Tencent đã tăng cổ phần của mình trong tập đoàn lên 51,2% bằng cách mua lại số cổ phần trị giá 40 triệu đô la như một phần của trái phiếu chuyển đổi.

## Các trò chơi
| Tên                                               | Năm phát hành          | Tính khả dụng   | Miêu tả |
| ------------------------------------------------- | ---------------------- | --------------- | --- |
| Gunshine.net (sau này được gọi là Zombies Online) | 2011                   | Discontinued    | Trò chơi đầu tiên của Supercell và là trò chơi duy nhất không dành cho thiết bị di động. Nó là một trò chơi trình duyệt được phát hành vào năm 2011, và các máy chủ của nó sau đó đã bị tắt vào ngày 30 tháng 11 năm 2012. |
| Pets vs Orcs                                      | 2012                   | Discontinued    | Pets vs Orcs là trò chơi di động đầu tiên của công ty. Nó đã từng có thể được tải xuống chỉ trong hơn một tháng vào năm 2012. |
| Battle Buddies                                    | 2012                   | Discontinued    | Trò chơi di động thứ hai của công ty, Battle Buddies đã được tung ra ở một số quốc gia vào năm 2012, nhưng đã bị ngừng phát triển vào cùng năm đó. Trò chơi đã bị rút khỏi thị trường do khả năng thu lợi nhuận kém, mặc dù nhận được đánh giá tích cực từ các nhà phê bình. |
| Hay Day                                           | 2012 và 2013 (Android) | Available       | Vào ngày 21 tháng 6 năm 2012, Supercell đã phát hành Hay Day trên iOS và vào ngày 20 tháng 11 năm 2013 trên Android. |
| Clash of Clans                                    | 2012 và 2013 (Android) | Available       | Vào ngày 2 tháng 8 năm 2012, Supercell phát hành Clash of Clans trên toàn thế giới trên nền tảng iOS và vào ngày 7 tháng 10 năm 2013 trên Android. Clash of Clans đã nhận được những đánh giá tích cực từ người chơi toàn cầu. Nó đã được Pocket Gamer cho điểm 9/10 và 4,5/5 sao từ Gamezebo. |
| Boom Beach                                        | 2014                   | Available       | Vào ngày 26 tháng 3 năm 2014, Supercell đã phát hành Boom Beach trên iOS và Android. |
| Spooky Pop                                        | 2014                   | Discontinued    | Bản phát hành mềm tại Canada cho sự bổ sung của Supercell vào dòng sản phẩm di động của mình, Spooky Pop, được phát hành vào tháng 12 năm 2014 và ngừng phát triển vào tháng 3 năm 2015. Vào ngày 9 tháng 2 năm 2015, ứng dụng đã bị xóa khỏi App Store tại Canada và những người có bản sao đã tải xuống trước đó đang cố gắng truy cập trò chơi đã gặp thông báo bật lên về việc ngừng phát triển. Vào ngày 10 tháng 3 năm 2015, trò chơi đã ngừng hoạt động hoàn toàn. Supercell kể từ đó đã được mô tả là đã trở nên bảo thủ trong việc phát hành các tựa game sau thành công của Clash of Clans và Boom Beach, trái ngược với nhiều công ty phát triển ứng dụng di động khác. |
| Smash Land                                        | 2015                   | Discontinued    | Smash Land được ra mắt giới hạn ở Canada và Úc vào ngày 1 tháng 4 năm 2015. Tuy nhiên, vào ngày 1 tháng 7 năm đó, Supercell thông báo trên diễn đàn chính thức của mình rằng họ đã quyết định dừng phát triển trò chơi. Smash Land vẫn có sẵn để tải xuống cho đến ngày 1 tháng 9, tại thời điểm đó, nó đã bị xóa vĩnh viễn khỏi các nền tảng phân phối ứng dụng trực tuyến. |
| Clash Royale                                      | 2016                   | Available       | Vào ngày 4 tháng 1 năm 2016, Supercell đã phát hành mềm Clash Royale trên iOS và cũng vào ngày 16 tháng 1 năm đó, Supercell phát hành mềm trò chơi trên Android tại Canada, Hồng Kông, Úc, Thụy Điển, Na Uy, Đan Mạch, Iceland, Phần Lan and New Zealand. Vào ngày 2 tháng 3 năm 2016, Supercell phát hành trò chơi trong phạm vi toàn cầu cho iOS và Android. |
| Brawl Stars                                       | 2018                   | Available       | Vào ngày 14 tháng 6 năm 2017, Supercell đã công bố Brawl Stars qua một video trên YouTube. Nó đã được phát hành mềm trên iOS tại của hàng App Store Canada cũng vào ngày đó. Nó cũng đã được phát hành tại của hàng App Stores Phần Lan, Thụy Điển và Na Uy vào ngày 19 tháng 1 năm 2018. Phiên bản cho Andriod đã được phát hành vào ngày 26 tháng 6 năm 2018 tại Canada, Phần Lan, Thụy Điển, Na Uy, Đan Mạch, Ireland, Singapore và Malaysia. Trò chơi đã được phát hành trên phạm vi toàn cầu vào ngày 12 tháng 12 năm 2018, một năm rưỡi sau bản phát hành beta. |
| Rush Wars                                         | 2019                   | Discontinued    | Ngày26 tháng 8 năm 2019, phiên bản beta của Rush Wars đã được phát hành tại Canada, Úc và New Zealand. Vào ngày 5 tháng 11 năm 2019, họ đã công bố rằng trò chơi sẽ bị dừng phát triển, và các máy chủ đã bị tắt vào ngày 30 tháng 11. |
| Hay Day Pop                                       | 2020                   | Discontinued    | Ngày 16 tháng 3, Hay Day Pop đã phát hành phiên bản beta. Trò chơi lúc đó chỉ khả dụng tại một số quốc gia như Phần Lan, Canada, Na Uy và một số quốc gia khác. Vào ngày 30 tháng 11 năm 2020, Supercell thông báo rằng họ sẽ đóng cửa Hay Day Pop. Các máy chủ đã bị tắt vào ngày 1 tháng 1 năm 2021. |
| Clash Quest                                       | 2021                   | Available       | Ngày 2 tháng 4 năm 2021, Supercell đã công bố 3 trò chơi mới đang được phát triển, bao gồm Clash Quest. Vào ngày 6 tháng 4, Clash Quest đã khả dụng tại Phần Lan, Thụy Điển, Na Uy, Iceland, và Đan Mạch trên iOS và Android. |
| Clash Mini                                        | 2021                   | Không phát hành | Vào ngày 2 tháng 4 năm 2021, Supercell đã công bố 3 trò chơi mới đang được phát triển, bao gồm cả Clash Mini và Clash Heroes. |
| Clash Heroes                                      | 2021                   | Không phát hành | Vào ngày 2 tháng 4 năm 2021, Supercell đã công bố 3 trò chơi mới đang được phát triển, bao gồm cả Clash Mini và Clash Heroes. |

### Tiếp thị
Trong Super Bowl XLIX vào tháng 2 năm 2015, Supercell đã chi 9 triệu đô la cho thời lượng chạy 60 giây trước 118,5 triệu người xem. Theo The Guardian, quảng cáo Clash of Clans là một trong những quảng cáo phổ biến nhất trong số 61 vị trí được phát sóng trên NBC. Đoạn phim quảng cáo có tên "Revenge", có cảnh Liam Neeson nhại lại nhân vật của anh trong loạt phim Taken bằng việc tìm cách trả thù trong một quán cà phê vì một người chơi ngẫu nhiên đang phá hủy ngôi làng của anh. Cho đến nay, quảng cáo đã đạt tổng cộng 165 triệu lượt xem trên kênh YouTube chính thức của trò chơi và là quảng cáo được xem nhiều nhất trên YouTube vào năm 2015. Mặc cho sự thành công của quảng cáo, Supercell chỉ tăng nhẹ số lượt tải xuống sau quảng cáo. Năm 2020, Supercell hợp tác với xưởng sản xuất phim hoạt hình Psyop, sản xuất phim ngắn "Lost & Crowned", được tải lên vào ngày 12 tháng 9 năm 2020 và đủ điều kiện để được công nhận giải Oscar vào tháng 12.

### Nhận xét
Năm 2012, Supercell được trao giải thưởng là công ty khởi nghiệp tốt nhất Bắc Âu và được chọn là nhà phát triển trò chơi Phần Lan của năm. Năm sau đó, Supercell đã giành chiến thắng trong cuộc thi Teknologiakasvattaja 2013 (Nhà giáo dục Công nghệ 2013) của Phần Lan và công ty được chọn là doanh nhân phần mềm của năm. Năm 2014, cơ quan nghiên cứu và tư vấn T-Media đã chọn Supercell là công ty uy tín nhất Phần Lan trong báo cáo Luottamus & Maine (Trust & Reputation) của họ.